# Диференцијални пресек расејања
Диференцијални пресек расејања се дефинише као број честица које се расеју у јединичном просторном углу у јединичном временском интервалу, подељен са флуксом упадног снопа и бројем центара расејања:
{\displaystyle {\frac {d\sigma }{d\Omega }}={\frac {1}{j_{in}\;N_{c}}}\;{\frac {dN_{out}}{d\Omega \;dt}}.}
Диференцијални пресек расејања се односи на теорију расејања када се сноп идентичних честица усмери ка мети и на детектору се посматра расејање.

## Формула за диференцијални пресек расејања
Како је:
{\displaystyle {\frac {dN_{out}}{d\Omega }}=j_{out}r^{2}d\Omega ,}
то се једначина за диференцијални пресек узимањем још и да постоји само један центар расејања, своди на:
{\displaystyle {\frac {d\sigma }{d\Omega }}={\frac {j_{out}}{j_{in}}}\;r^{2}.}
Одавде се види да диференцијални пресек расејања има димензију површине. Он се мери у области {\displaystyle r\to \infty }.

## Тотални пресек расејања
Тотални пресек расејања се добија када се диференцијални пресек интеграли по просторном углу:
{\displaystyle \sigma =\int _{\Omega }{\frac {d\sigma }{d\Omega }}\;d\Omega .}
Тотални пресек расејања даје ефективну површину на којој се дати сноп расејава. Та површина може бити цела сфера (код расејања на крутој сфери), а може се добити да ефективна површину дивергира (као што је случај код Радерфордовог расејања).

## Расејање у једној димензији
При расејању у једној димензији, угао расејања може имати само две вредности: 0 и π. Диференцијални пресек расејања се своди на коефицијенте рефлексије и трансмисије:
{\displaystyle R={\frac {j_{r}}{j_{in}}}\;\;\;\;T={\frac {j_{t}}{j_{in}}}}